# 泉 (君津市)
泉（いずみ）は、千葉県君津市の地名。丁番を持たない単独町名で、郵便番号は299-1112。

## 地理
市内北西部、小糸川中流の左岸に位置する。地内は全体的に水田地帯で、北部は宅地化が進んでいる。また東部から南部にかけての一部は山林になっている。
北から東にかけて中島、東で白駒、南で尾車、西で六手とそれぞれ接する（いずれも君津市）。

### 河川
- 馬登川
- 代川

## 歴史

### 沿革
- 鎌倉時代 - 上総国周東郡泉村の名が見られる[4]。
- 江戸時代 - 周淮郡泉村成立。初め旗本本多氏領、のち西端藩領[4]。
- 1873年（明治6年） - 泉村、千葉県に所属[4]。
- 1889年（明治22年）4月1日 - 町村制施行により周淮郡中村大字泉となる[4]。
- 1897年（明治30年）4月1日 - 中村、郡統合により君津郡所属となる。
- 1955年（昭和30年）3月31日 - 中村と小糸村が合併し君津郡小糸町が成立、同町の大字となる。
- 1970年（昭和45年）9月28日 - 小糸町と君津町（2代目）・上総町・清和村・小櫃村が合併し君津郡君津町（3代目）が成立、同町の大字となる。
- 1971年（昭和46年）9月1日 - 君津町が市制施行し、君津市となる。

## 世帯数と人口
2020年（令和2年）5月31日現在の世帯数と人口は以下の通りである。
| 大字 | 世帯数  | 人口   |
| ---- | ------- | ------ |
| 泉   | 821世帯 | 1834人 |

## 小・中学校の学区
市立小・中学校に通う場合、学区は以下の通りとなる。
| 番地 | 小学校             | 中学校             |
| ---- | ------------------ | ------------------ |
| 全域 | 君津市立小糸小学校 | 君津市立周東中学校 |

## 交通
地内を通る鉄道路線はない。最寄駅はJR内房線君津駅。

### バス
- 日東交通
  - 周西線 君津製鐵所行・中島行
  - 三島線 木更津駅西口行・中島行
- 君津市コミュニティバス
  - 小糸川循環線（中島系統） 君津駅南口行・君津グラウンドゴルフ場行[注 1]

日東交通と君津市コミュニティバスの双方に「泉バス停」が存在するが、場所は異なる。

### 道路
一般県道
- 千葉県道164号荻作君津線 - 地内西部を南北に通過。
  - 鹿野山表大橋 - 六手との境界で馬登川を渡る橋。

## 施設
- セブン-イレブン君津小糸店
- セブンスデー・アドベンチスト小糸キリスト教会

## 史跡
- 白山神社
- 浅間神社
- 八幡神社
- 新御堂